# Villingen-Schwenningen

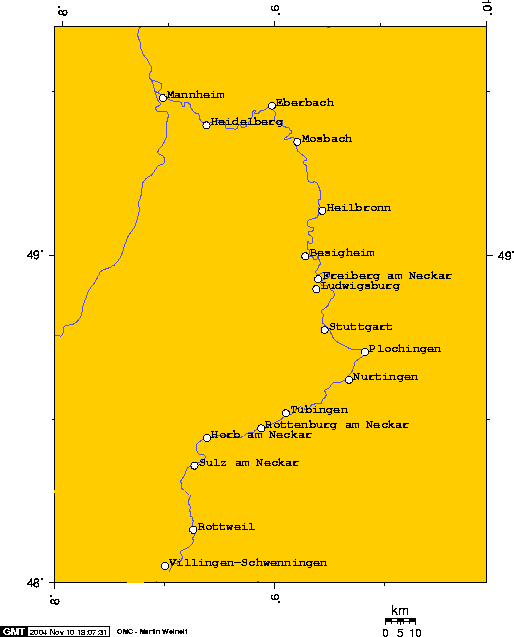
Bacia do rio Neckar, com Villingen-Schwenningen ao sul

Villingen-Schwenningen é a maior cidade do distrito Schwarzwald-Baar, localizado no meio do Land Baden-Württemberg, Alemanha.

## História
Na Idade Média Villingen foi uma cidade sob domínio austríaco. Durante a Reforma protestante continuou católica.
Schwenningen manteve-se como aldeia até o século XIX. Em 1858, a primeira fábrica de relógios estabeleceu-se na região, e desde então a manufatura de relógios e a mecânica de precisão têm sido importantes  fatores industriais para Schwenningen.
Como parte da reforma territorial do Baden-Württemberg de 1972, as cidades de Villingen e Schwenningen fusionaram para formar Villingen-Schwenningen.

## Geografia
Villingen-Schwenningen localiza-se na parte oriental da Floresta Negra, cerca de 700 metros acima do nível do mar. A nascente do rio Neckar localiza-se em (Schwenninger Moos).